# Ткачёв, Антон Олегович
Антон Олегович Ткачёв (род. 31 марта 1994, Воронеж) — российский политический деятель, депутат Государственной думы Федерального собрания Российской Федерации VIII созыва (с 2021 года). Член комитета Государственной думы по информационной политике, информационным технологиям и связи. Эксперт в области Big Data. Из-за вторжения России на Украину находится под международными санкциями Евросоюза, США, Великобритании и ряда других стран.

## Биография
Ткачёв Антон родился 31 марта 1994 года в Воронеже. Родился в селе Малая Збруевка Херсонской области Украины в семье украинского полицейского. Отец ушел из семьи и переехал жить в Воронеж, служил прапорщиком в Росгвардии, ныне на пенсии - подрабатыват охранником. Антон Ткачев постоянно жил в Воронеже с 2010 по 2012 год.
В 2016 году окончил Московский финансово-промышленный университет «Синергия».
В 2019 году окончил Российский экономический университет имени Г. В. Плеханова.
С 2018 по 2019 год работал в Центре компетенций цифровой экономики РЭУ им. Г. В. Плеханова и в Торгово-промышленной палате РФ.
С 2019 по 2020 год Антон Ткачёв руководил цифровыми проектами в АО «Вертолёты России», госкорпорации «Ростех».
С 2020 года секретарь регионального исполкома партии «Новые люди».
Разработчик проектов по инвестиционному налогообложению, цифровой трансформации инфраструктуры и образования, технологии безвредного тестирования объектов «Цифровой двойник».
27 октября 2021 года получил удостоверение депутата Государственной Думы VIII созыва. Антон Ткачёв занял во фракции место Сергея Чудаева, который отказался от должности в Госдуме, чтобы вернуться в Удмуртию.

## Награды
- Памятный знак «МПА СНГ. 30 лет» (16 ноября 2023 года, Межпарламентская ассамблея СНГ) — за заслуги в деле развития и укрепления парламентаризма, за вклад в развитие и совершенствование правовых основ функционирования Содружества Независимых Государств, укрепление международных связей и межпарламентского сотрудничества[8].